# Henk van Kerkwijk
Henk van Kerkwijk (28 mei 1940) is een Nederlandse schrijver en dichter.

## Biografie
Van Kerkwijk schreef als dichter in Kartons voor letterkunde. Vervolgens verscheen werk van hem, zowel poëzie als proza, in tijdschriften als De Gids, Podium, De nieuwe Stem, Contour, Kentering, Raam en Avenue Literair. 
In veel van zijn jeugdboeken spelen geschiedenis, mythologie en horror een belangrijke rol. De eerste jaren liepen publicaties voor kinderen en volwassenen gelijk op. Zo verschenen zijn roman Rotte fazant, en zijn eerste jeugdboek De ontvoering uit ‘de Swaan’ beide in 1967. Later kwam het accent echter meer op kinderboeken te liggen, waarvan hij er inmiddels meer dan vijftig heeft geschreven. Toch heeft hij ook het schrijven voor een volwassen lezerspubliek nooit opgegeven. 
Nadat Van Kerkwijk in 1977 naar Londen was verhuisd, begon hij in 1980 opnieuw gedichten te schrijven. Ditmaal deed hij dit in het Engels en onder een Engels pseudoniem (omdat zijn Nederlandse naam onuitspreekbaar bleek). Inmiddels heeft hij in kranten en literaire bladen in de hele Engels sprekende wereld gepubliceerd.
Een eerste e-book, de tweetalige dichtbundel, Erasmus in Stepanakert verscheen in 2006. De volgende bundel, Lof der onschuld (eveneens tweetalig), is in het najaar van 2008 weer als gewoon boek gepubliceerd. Daarnaast is in datzelfde jaar zijn eerste speciaal voor kinderen geschreven dichtbundel verschenen onder de titel Seks in de brugklas.

## Oeuvre

### Poëzie
- De vriendschap van kauwen en kraaien (1966)
- Mythen, legenden e.a. anachronismen (1970)
- Erasmus in Stepanakert (e-book, 2003)
- Dive for Cover (2005)
- Lof der onschuld (2008)

### Poëzie voor kinderen
- Seks in de brugklas (2008)

### Proza
- De stervende dode (1965)
- Geweer met terugslag (verhalen) (1966)
- Rotte fazant (1967)
- Tot de aanval, een serie vernietigingen (verhalen) (1968)

### Jeugdboeken
- De ontvoering uit "De Swaan" (1967)
- Komplot op volle zee (1968)
- Schakelfout (1970)
- Meindert Swarteziel en het bloed van de duivel (1973)
- Arthur en de lettervreter (kinderboekenweekgeschenk, met Paul Hulshoff, 1973)
- De drang naar het onbekende (1974)
- De griezelgolf (1975)
- Waar een wiel is, is een weg (1975)
- Nieuwe Trapeze: deel E (gedichten van C. Buddingh', verhalen van H. van Kerkwijk) (1975)
- De ark van Noach (1977)
- Paniek op Ganymedes (1981)
- Uit de vuilnisbak, Belevenissen in een grote stad (1981)
- Van a tot z; deel 6a (1982)
- Esther is lief (1982)
- Dondergoden en pestkoppen. De Noorse mythen voor kinderen verteld (1982)
- De jacht op het suikeren bruidspaar (1982)
- Hoe vraag je een raket? (1983)
- N.V. Ruimtetaxi brengt u overal (1987)
- De bezeten dunschiller (1988)
- Château Balcon (1989)
- Spokendans (1990)
- De vikingen komen! (1990)
- Houd de dief! (1990)
- Verhalen uit de godenwereld van de Edda (heruitgave van 'Dondergoden en pestkoppen) (1991)
- Piraat Jenny en haar gorilla (1992)
- Pissebed (1992)
- Muiske (1992)
- Pest (1993)
- Het zwarte toernooi (1994)
- In het moeras (1994)
- Slokken en schrokken (1994)
- Dromen en daden (1994)
- Haarlem in kleur (1994)
- Baas spelen (1994)
- Helden en Haarlemmers (1994)
- Een aanval op de prins (bijgewerkte heruitgave van 'De ontvoering uit "de Swaan"', 1995)
- Een neus voor kwade zaken (1995)
- De donder achterna (1996)
- Ik zie mezelf vliegen (1996)
- Dans de dief (1996)
- Spook in de afwas (1998)
- Heksenjacht (1998)
- Een hond zonder merk (1999)
- Het bloed van de duivel : Meindert Swarteziel (bewerking) (2000)
- Wodans oog (2000)
- Het vuile mes (2000)
- De neus (2001)
- Hij is weg! (2002)
- De waarheidsrace (2002)
- Diep in het bos (2003)
- Het rampjaar (2004)
- Draak in de hut (2005)
- Spook te koop (2006)
- Een telefoon uit het stenen tijdperk (2007)

### Proza voor kinderen in het Engels
- Scooter! (2001)
- Shampoo! (2002)
- Carol's Xmas (2003)
- Most Shocking (2005)

### Hoorspelen
Jeugdwerk:
- De ongelovigen (VPRO, 1961)
- Gewijd aan Alfred (VPRO, 1963)

### Literaire teksten
- Geen tijding van Angers (KRO, 1967)
- Het verlies van Linda Heesters (VARA, 1967)
- De achtervolging van René Magraaf (VARA, 1968)
- Für Elise (VARA, 1969)
- Baken aan de kust (VARA, 1970)
- Met de dood voor ogen (VARA, 1981)

### Populair
- Afbraak (VARA, radioversie 'Waaldrecht' deel, 1972)
- De Walenlaars (VARA, radioversie 'Waaldrecht' deel, 1972)
- Paniek op Ganymedes (18 delen, leeftijd van 10 tot 120 -en hoger- VARA, 1977)

### Voor kinderen
- Beroemde dieren (VPRO schoolradio serie, 6 dln, 1962)
- Jacht door Europa (VPRO schoolradio serie, 11dln., 1963)
- Dertien reizen met Hendrick de Keyser (VPRO schoolradio serie , 13dln.,1964)
- De ontvoering uit "de Swaan" (VPRO schoolradio serie , 6dln.,1965)
- Jasper Beek reist niet alleen (per trekschuit en trein) (VPRO schoolradio serie, 6dln., 1965)
- Het komplot op de "Silvere Dolphyn"' (VPRO schoolradio serie 6 dln.,1966)
- Op leven en dood (VPRO, 1967)
- Schilders huren een kerk (VPRO, 1967)
- Schip in de gracht (VPRO,1967)
- Puur toeval (VPRO,1967)
- Uit de vuilnisbak (VPRO,1967)
- De beer is los (VPRO, 1967)

### Televisie
- Afbraak (deel in de 'Waaldrecht' serie) (1972)
- De Walenlaars (deel in de 'Waaldrecht' serie) (1972)
- Enkele teksten voor de IKON (1974)

### Vertalingen
- Mark Frutkin, 'S, de ontbrekende schakel' (1984)
- Melvin Burgess, 'Het huilen van de wolf' (1992)

## Literaire prijzen
- Op achttienjarige leeftijd won hij een hoorspelwedstrijd georganiseerd door de VPRO.
- 1965 - Reina Prinsen Geerligsprijs voor Geweer met terugslag.
- 1966 - Anne Frank-prijs voor Geweer met terugslag en De stervende dode.
- Zijn hoorspel Für Elise was de Nederlandse inzending voor de Prix d’Italia.
- 1969 - Gouden Griffel (toen nog ‘Kinderboek van het jaar’ genoemd) voor Komplot op volle zee.
- 1971 - Zilveren Griffel voor Schakelfout.
- 1982 - De Bilthovense Kinderjury bekroonde Paniek op Ganymedes.
- 1983 - Vlag en Wimpel-vermelding voor Dondergoden en pestkoppen: de Noorse mythen, voor kinderen verteld.
- 2004 - Het rampjaar werd genomineerd voor de Thea Beckman-prijs.
- 2006 - Gedicht opgenomen in Best Australian Poetry 2005.